# ヴァイデン・イン・デア・オーバープファルツ
ヴァイデン・イン・デア・オーバープファルツ（Weiden in der Oberpfalz）はドイツバイエルン州オーバープファルツ行政管区にある郡独立市。ノイシュタット・アン・デア・ヴァルトナープ郡に完全に取り囲まれている。

## 歴史
最初に人が住み始めたのは1000年前後と推定される。1241年に書かれた文献に初めて名前が登場する。二つの交易ルートの合流点に位置したことから商業都市として発展を遂げ、1531年時点で2,200人の人口を抱えていた。1863年には鉄道が開通し急速な経済発展を遂げた。ガラス、磁器製造が盛んに行われている。

## スポーツ
- SpVggヴァイデン : サッカークラブ

## 姉妹都市
- イシー＝レ＝ムリノー
- マチェラータ
- ヴァイデン・アム・ゼー（ドイツ語版）
- アナベルク＝ブッフホルツ（ドイツ語版）
- マリアーンスケー・ラーズニェ

## 出身者
- マックス・レーガー : 音楽家
- マルティン・ゴットフリート・ヴァイス : 軍人
- オットー・アンブローズ : 化学者
- マルガ・シムル : 歌手

## ギャラリー

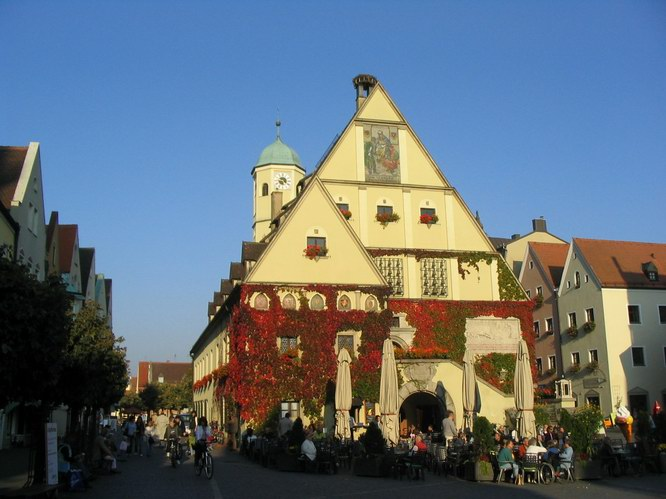
旧市庁舎
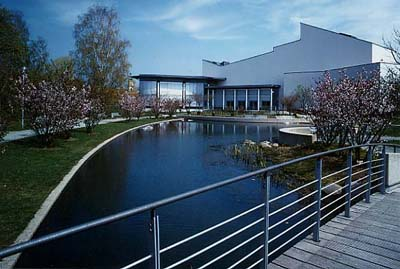
マックス・レーガー会館